# Klara Erler
Klara Erler   (Berlín, 17 d'octubre de 1880 - 1938), de casada Klara (Clara) Senius-Erlerfou una cantant alemanya.
Filla del compositor i editor Hermann Erler; fou alumna de Facius en la seva ciutat natal, i de Mathilde Marchesi a París. Es va distingir cantant en els concerts. De 1902 a 1904 va romandre a la capital de França i després a Berlín.